# Sara Hübner de Fresno
Sofía Sara Hübner Bezanilla -conocida también como Sara Hubner de Fresno o por su seudónimo literario Magda Sudermann- (n. Santiago, 18 de diciembre de 1888) fue una escritora feminista, periodista  y editora chilena.
Hija del también escritor Carlos Luis Hübner y Teresa Bezanilla, escribió en diarios y revistas, entre ellas Zig-Zag, Sucesos y Artes y letras; además, editó la sección Página Femenina en el periódico Las Últimas Noticias a principios del siglo XX.
Se sabe que parte de su producción literaria se encuentra inédita o dispersa en diarios y revistas -al igual que ocurre con otras escritoras feministas como Luisa Lynch de Gormaz, María Luisa Fernández y las hermanas Ximena y Carmen Morla Lynch-. Su trabajo literario es considerado como parte de la vanguardia de principios del siglo XX que trató de masificar el pensamiento feminista y luchar por los derechos de las mujeres, aunque también plasmó en algunos escritos ciertos sentimientos de desprecio hacia el pueblo mapuche.

## Obras
- Del diario íntimo de Magda Suddermann en Revista de artes y letras (Santiago: Ediciones de Artes y Letras, 1918).
- Nunca en Hablemos de amor: Gran selección de poemas románticos de los genios del amor (1960).